# Milvoides kempi
Milvoides kempi — викопний вид яструбоподібних птахів родини яструбових (Accipitridae), що існував в Європі у пізньому еоцені (40 — 37 млн років тому). Викопні решштки птаха знайдено у містечку Госпорт графстві Гемпшир на півдні Англії.